# Kissoú Kámpos (Réthymnon)
Kissoú Kámpos, en grec moderne : Κισσού Κάμπος, également appelé Paránga (Παράγκα), est un village du dème d'Ágios Vasílios, de l'ancienne municipalité de Lámpi, dans le district régional de Réthymnon, en Crète, en Grèce. Selon le recensement de 2011, la population de Kissoú Kámpos compte 100 habitants. 

## Recensements de la population
| Recensements | 1951 | 1961 | 1971 | 1981 | 1991 | 2001 | 2011 |
| ------------ | ---- | ---- | ---- | ---- | ---- | ---- | ---- |
| Population   | 34   | 33   | 37   | 43   | 53   | 81   | 100  |

## Source de la traduction
- (el) Cet article est partiellement ou en totalité issu de l’article de Wikipédia en grec moderne intitulé « Κισσού Κάμπος Ρεθύμνου » (voir la liste des auteurs).